# Radikala Förbundet
Radikala Förbundet (de Radicale Bond) var ett radikalt parti i Nederländerna, bildat i november 1892 av den karismatiske politikern Willem Treub och andra avhoppare från den Liberala Unionen.
Partiet var inspirerat av katedersocialismen och kämpade för allmän rösträtt, avskaffande av överhuset i parlamentet, införandet av folkomröstningar, sociala reformer och nationalisering av basnäringar som järnvägsnätet.
Dess förste parlamentariker C V Gerritsen, valdes i ett fyllnadsval i Leeuwarden. Han var make till den kända feministen Aletta Jacobs.
1901 gick man samman med den Frisinnade Demokratiska Riksdagsgruppen och bildade Frisinnade Demokratiska Förbundet.

## Mandat i parlamentets andra kammare
- 1893: 1 plats av 100
- 1894: 3 platser
- 1897: 4 platser